# Pixel 5a
Pixel 5a із підтримкою 5G (англ. Pixel 5a with 5G), або просто Pixel 5a — Android-смартфон середнього рівня, розроблений Google як частина лінійки продуктів Google Pixel. Позиціонувався як спрощена версія Pixel 5. Був представлений 17 серпня 2021 року.
Це єдиний смартфон лінійки Google Pixel, що не був доступний в Європі.

## Дизайн
Екран захищений склом Corning Gorilla Glass 3. Корпус, подібно до Pixel 5, виготовлений з алюмінію і має пластикове покриття. Pixel 5a також є першим смартфоном a-лінійки Pixel, в якому присутній захист від вологи та пилу по стандарту IP67.
За дизайном Pixel 5a дуже подібний до Pixel 4a (5G) та Pixel 5, хоча його можна відрізнити по кольору, розміру та відсутньому спектральному сенсору в нижній частині острівця камери.
Знизу розташовані сітка мікрофона, роз'єм USB-C і сітка динаміка, зверху — 3,5 мм аудіороз'єм та додатковий мікрофон, зліва — слот під 1 SIM-картку, а справа — кнопки регулювання гучності та рифлена кнопка блокування. Ззаду розміщений трохи виступлений над корпусом квадратний острівець камери з двома об'єктивами і LED-спалахом, сканер відбитків пальців та логотип.
Смартфон продавався тільки в кольорі «Переважно чорний» (Mostly Black), що має темно-зелений корпус, та блідо-зелену кнопку блокування.

## Технічні характеристики

### Апаратне забезпечення
Pixel 5a, як і Pixel 4a (5G) та Pixel 5, отримав процесор Qualcomm Snapdragon 765G 5G з графічним процесором Adreno 620. Пристрій поставлявся з 6 ГБ оперативної пам'яті типу LPDDR4X і 128 ГБ постійної пам'яті типу UFS 2.1.
Акумуляторна батарея отримала об'єм 4680 мА·год та підтримку швидкої зарядки до 18 Вт і стандарту заряджання Power Delivery 2.0.
Пристрій має 6,34-дюймовий екран типу OLED з роздільною здатністю Full HD+ (2400 × 1080), щільністю пікселів 415 ppi, співвідношенням сторін 20:9, підтримкою технології HDR та круглим вирізом під фронтальну камеру, що розміщений у верхньому лівому кутку.
Pixel 5a також отримав стереодинаміки, де роль другого динаміка виконує розмовний динамік.
Смартфон отримав основну подвійну камеру, що складається із ширококутного об'єктива на 12,2 Мп з діафрагмою f/1.7, фазовим автофокусом dual pixel та оптичною стабілізацією зображення і надширококутного об'єктива на 16 Мп з діафрагмою f/2.2 і кутом огляду 119°. Також Pixel 5a отримав ширококутну фронтальну камеру на 8 Мп з діафрагмою f/2.0. Основний ширококутний об'єктив вміє записувати відео до 4K@60fps, надширококутний — до 4K@30fps, а передній — до 1080p@30fps.

### Програмне забезпечення
Pixel 5a був випущений з Android 11 і пізніше був оновлений до Android 14. Це перший смартфон Pixel, що поставляється без необмеженого сховища в Google Фото для фотографій у високій роздільній здатності.